# Śląska Izba Lekarska
Śląska Izba Lekarska – okręgowa organizacja Naczelnej Izby Lekarskiej (NIL) z siedzibą w Katowicach. Obecnie do izby należy ponad szesnaście i pół tysiąca lekarzy i lekarzy dentystów, którzy wykonują swój zawód na obszarze zbliżonym do terenu dawnego województwa katowickiego, dzięki czemu jest to jedna z najliczniejszych izb okręgowych w Polsce.

## Działania publiczne
Śląska Izba Lekarska współpracuje z Śląskim Uniwersytetem Medycznym i Uniwersytetem Śląskim. Współdziała również z samorządami zawodowymi oraz organami samorządu terytorialnego i administracji rządowej, a właśnie dzięki szerokim kontaktom izba odgrywa dużą rolę opiniotwórczą, głównie w sprawach dotyczących ochrony zdrowia ludności, warunków wykonywania zawodu lekarza oraz stoi na straży przestrzegania zasad etyki lekarskiej. Śląska Izba Lekarska organizuje liczne szkolenia, kursy i konferencje naukowe, poprzez które starają się podnieść standard kształcenia podyplomowego. Na lata 2009–2015 izbie udało się pozyskać środki unijne na bezpłatne szkolenia dla lekarzy i lekarzy dentystów w ramach projektu „Pro Doctore”, które mają na celu rozwój kadr medycznych w województwie śląskim.
Śląska Izba Lekarska podejmuje również działania niosące pomoc dla swoich członków. Z tego powodu Izba utworzyła „Dom Lekarza Seniora” w Sosnowcu, którego pensjonariuszami są nie tylko lekarze, ale też w miarę możliwości osoby potrzebujące.
Z racji, że wielu lekarzy zainteresowanych jest działalnością kulturalną, izba bierze udział w organizacji i patronuje licznym przedsięwzięciom. Izba jest jednym z pomysłodawców Festiwalu „Ave Maria”, który w znaczny sposób wpisał się w listę imprez kulturalnych naszego regionu. Coraz większy sukces odnosi również Zespół Muzykujących Lekarzy, który w roku 2009 założył Chór Lekarzy „CAMES”. Śląscy lekarze odnoszą także liczne osiągnięcia w literaturze, malarstwie, fotografii, a także sportach.
Śląska Izba lekarska powołując do życia Komisje Historyczną chce zachować pamięć o dokonaniach i doświadczeniach lekarzy, którzy odegrali bardzo ważną rolę w dziejach śląskiej, polskiej i światowej medycyny, środkiem, który miałby pomóc zachować historie o niezwykłych dokonaniach górnośląskich lekarzy jest utworzenie w województwie śląskim Muzeum Historii Medycyny.
Do te pory opublikowano osiem wywiadów z przedstawicielami śląskiej medycyny, którzy są laureatami Wawrzynu Lekarskiego, czyli najwyższego wyróżnienia, które nadawane jest przez śląski samorząd lekarski. Siedzibą Śląskiej Izby Lekarskiej jest „Dom Lekarza”, położony w zielonej części Katowic, które pełni też rolę centrum konferencyjnego. Za swoją działania i dokonania w 2005 roku Śląska Izba Lekarska została wyróżniona „Złotą Odznaką Honorową za Zasługi dla Województwa Śląskiego”, nagroda ta przyznawana jest za szczególne przyczynienie się do rozwoju gospodarczego, kulturalnego i społecznego.

## Historia izby

### Lata 1935 – 1951
Śląska Izba Lekarska założona została w 1935 roku. Pierwsze wybory do Śląskiej Okręgowej Izby Lekarskiej odbyły się 5 maja 1935 roku. Przewodniczącym Zarządu został Ignacy Nowak, zastępcą został Maksymilian Wilimowski, a drugim zastępcą był Jan Kubisz. Po kilku latach budowania swych struktur w 1939 roku rozpoczęła się II wojna światowa, a wraz z jej wybuchem Izba zaprzestała działań. Po zakończeniu wojny w 1945 roku Izby wznowiły działalność, a 2 lutego 1945 roku utworzono Izbę Lekarską Śląsko-Dąbrowską w której komisarycznym przewodniczącym został jej organizator Edward Hanke, jednakże w 1951 roku ówczesne władze państwowe podjęły decyzję o likwidacji samorządu lekarskiego. Likwidacja Śląsko-Dąbrowskiej Izby Lekarskiej zakończyła się 31 maja 1951 roku, a majątek Izby został przejęty przez Związek Zawodowy Pracowników Służby Zdrowia. W 1989 roku, na podstawie ustawy Sejmu z dnia 17 maja, reaktywowano działalność Śląskiej Izby Lekarskiej.

### Władze Odrodzonego Śląskiego Samorządu Lekarzy (po 1989 r.)

#### I kadencja (1989 – 1993)
przewodniczący: Zygfryd Wawrzynek
wiceprzewodniczący: Kazimierz Klecz, Maria Klimowicz

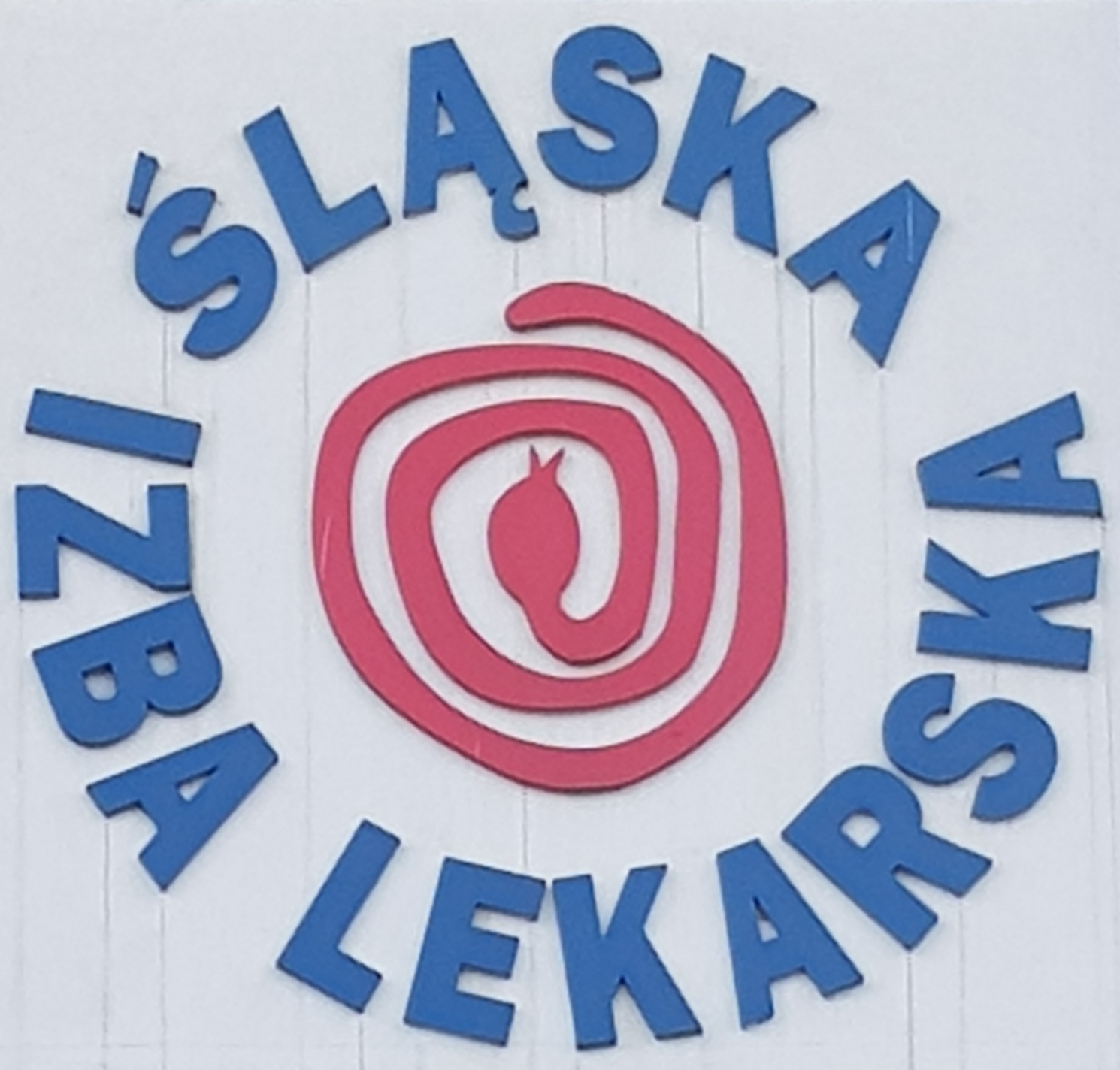
Śląska Izba Lekarska - logo

przewodniczący Okręgowego Sądu Lekarskiego: Władysław Nasiłowski
Okręgowy Rzecznik Odpowiedzialności Zawodowej: Tomira Neumayer-Sawaryn

#### II kadencja (1993 – 1997)
przewodniczący: Wojciech Marquardt
wiceprzewodniczący: Jacek Kozakiewicz, Andrzej Spisak, Krzysztof Śląski
przewodniczący Okręgowego Sądu Lekarskiego: Stanisław Nowak
Okręgowy Rzecznik Odpowiedzialności Zawodowej: Tomira Neumayer-Sawaryn, Stefan Kopocz

#### III kadencja (1997 – 2001)
przewodniczący: Wojciech Marquardt
wiceprzewodniczący: Jan Kłopotowski, Krzysztof Śląski
przewodniczący Okręgowego Sądu Lekarskiego: Władysław Nasiłowski
Okręgowy Rzecznik Odpowiedzialności Zawodowej: Mieczysław Dziedzic

#### IV kadencja (2001 – 2005)
przewodniczący: Maciej Hamankiewicz
wiceprzewodniczący: Halina Borgiel-Marek, Wojciech Marquardt, Janusz Heyda
przewodniczący Okręgowego Sądu Lekarskiego: Władysław Nasiłowski
Okręgowy Rzecznik Odpowiedzialności Zawodowej: Stefan Kopocz

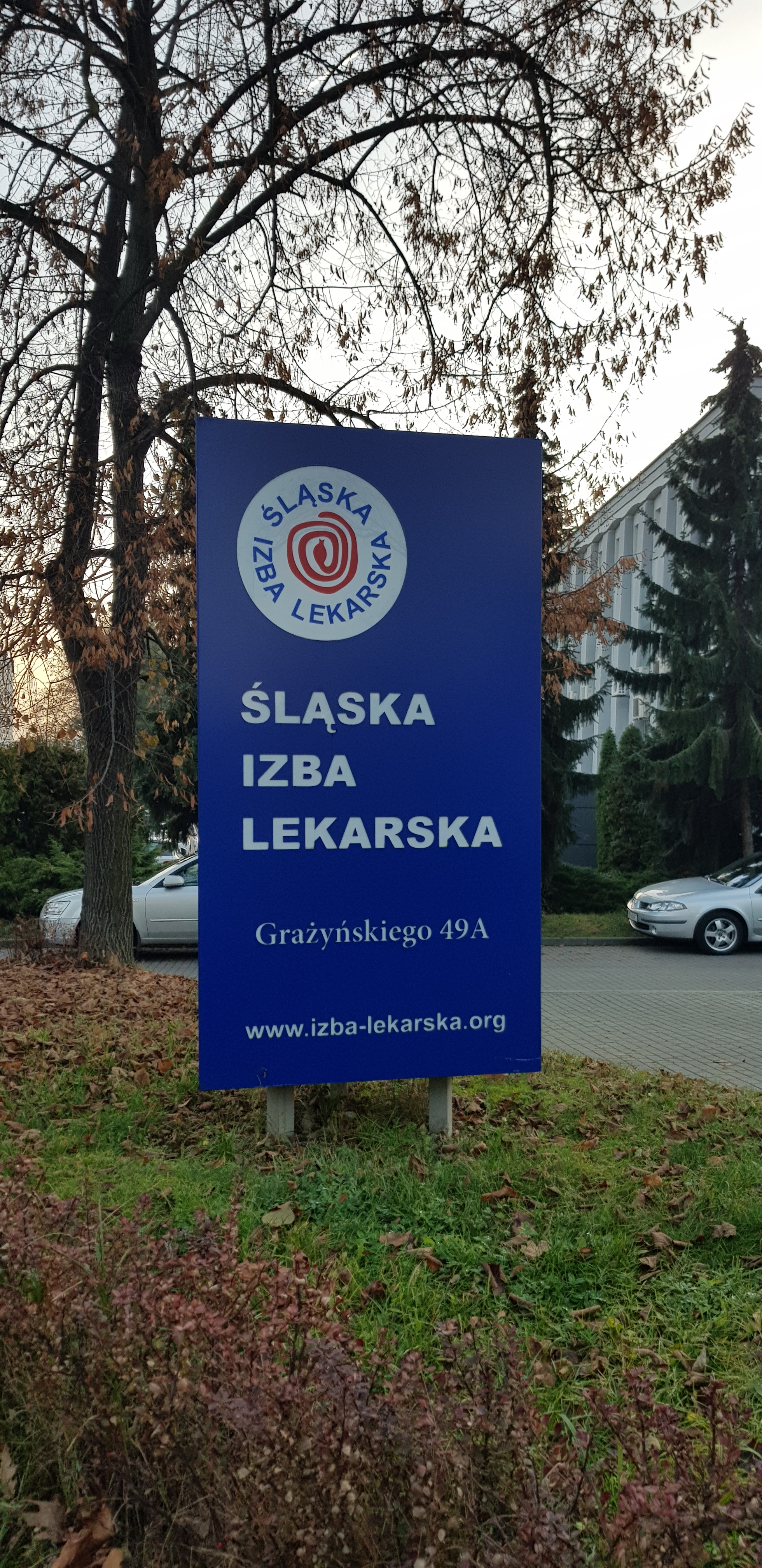
Śląska Izba Lekarska - baner

#### V kadencja (2005 – 2009)
przewodniczący: Maciej Hamankiewicz
wiceprzewodniczący: Wojciech Marquardt, Janusz Heyda, Krzysztof Ślaski
przewodniczący Okręgowego Sądu Lekarskiego: Stefan Stencel
Okręgowy Rzecznik Odpowiedzialności Zawodowej: Stefan Kopocz

#### VI kadencja (2009 – 2013)
prezes: Jacek Kozakiewicz
wiceprezesi: Halina Borgiel-Marek, Maciej Hamankiewicz
przewodniczący Okręgowego Sądu Lekarskiego: Stefan Stencel
Okręgowy Rzecznik Odpowiedzialności Zawodowej: Tadeusz Urban

#### VII kadencja (2013 – 2017)
prezes: Jacek Kozakiewicz
wiceprezesi: Rafał Kiełkowski, Maciej Hamankiewicz
przewodniczący Okręgowego Sądu Lekarskiego: Adam Dyrda
Okręgowy Rzecznik Odpowiedzialności Zawodowej: Tadeusz Urban

#### VIII kadencja (2018 – 2022)
prezes: Tadeusz Urban
wiceprezesi: Rafał Kiełkowski, Jacek Kozakiewicz, Jarosław Markowski
przewodniczący Okręgowego Sądu Lekarskiego: Adam Dyrda
Okręgowy Rzecznik Odpowiedzialności Zawodowej: Stefan Kopocz

## Struktura Izby
Izba składa się z:
- Okręgowy Zjazd Lekarzy;

- Prezes;

- Okręgowa Rada Lekarska;

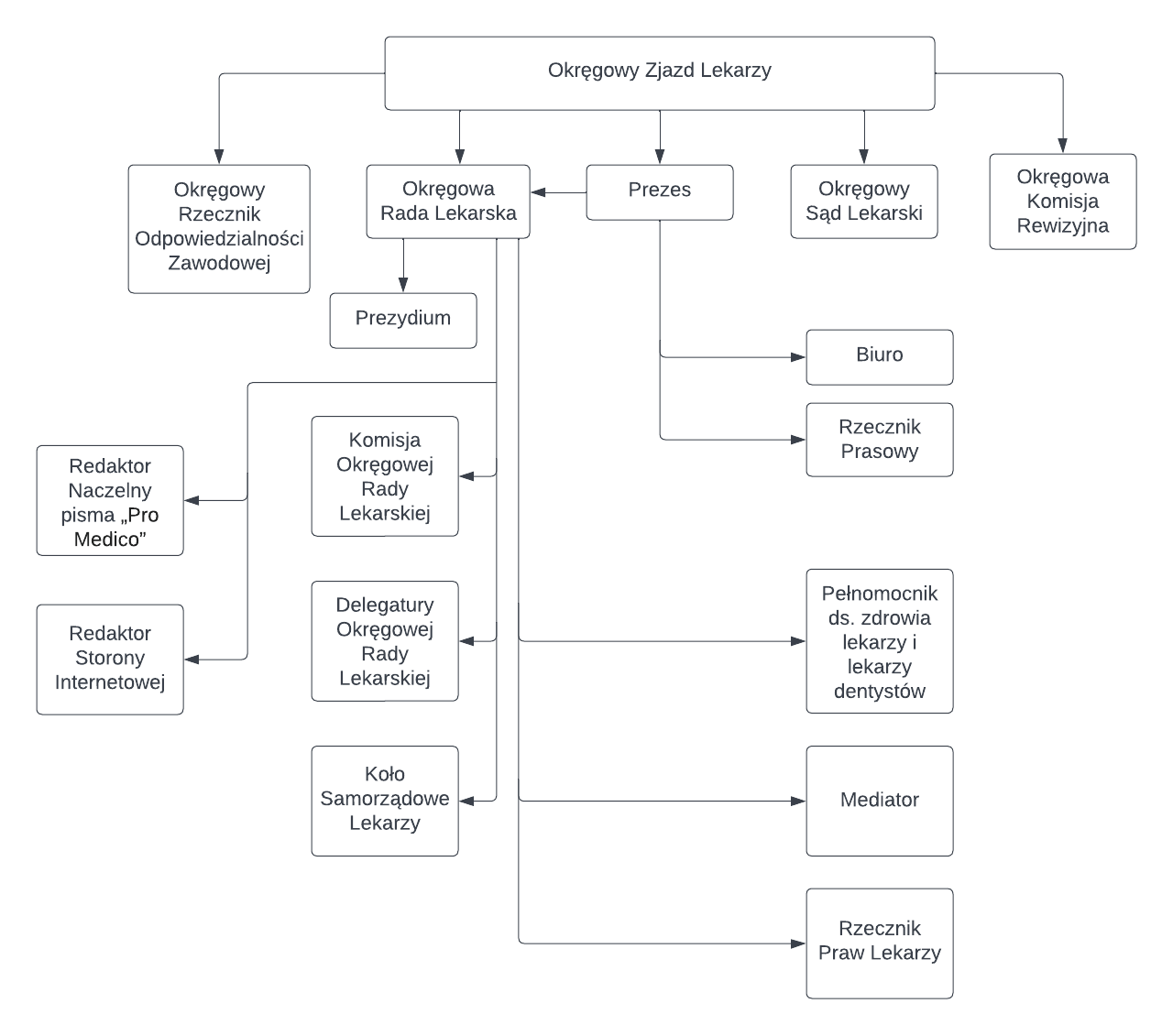
Śląska Izba Lekarska - struktura

- Prezydium Okręgowej Rady Lekarskiej;
- Okręgowa Komisja Rewizyjna;
- Okręgowy Rzecznik Odpowiedzialności Zawodowej;
- Okręgowy Sąd Lekarski;
- Okręgowa Komisja Wyborcza;
- Rzecznik Praw Lekarzy;
- Mediator;
- Pełnomocnik ds. Zdrowia Lekarzy;
- Komisje Problemowe ORL;
- Delegatury;
- Komisja Bioetyczna[3].

## Cele i zadnia izby
Zadania samorządu lekarzy:
- sprawowanie pieczy i nadzoru nad należytym i sumiennym wykonywaniem zawodu lekarza;
- ustanawianie obowiązujących wszystkich lekarzy zasad etyki i deontologii zawodowej oraz dbałość o ich przestrzeganie;
- reprezentowanie i ochrona zawodu lekarza;
- integrowanie środowiska lekarskiego;
- zajmowanie stanowiska w sprawach stanu zdrowotności społeczeństwa, polityki zdrowotnej państwa oraz organizacji ochrony zdrowia;
- współpraca z towarzystwami naukowymi, szkołami wyższymi i jednostkami badawczo-rozwojowymi w kraju i za granicą;
- prowadzenie instytucji samopomocowych i innych form pomocy materialnej dla lekarzy i ich rodzin;
- zarządzanie majątkiem i działalnością gospodarczą izb lekarskich;
- wykonywanie innych zadań określonych odrębnymi przepisami[4].

Zadania są wykonywane poprzez:
- stwierdzanie prawa wykonywania zawodu lekarza i prowadzenie rejestru lekarzy;
- negocjowanie warunków pracy i płac;
- sprawowanie orzecznictwa w przedmiocie orzekania o niezdolności do wykonywania zawodu lekarza;
- współdziałanie w sprawach specjalizacji zawodowej;
- przewodniczenie komisjom konkursowym w konkursach na stanowisko ordynatora i uczestnictwo w konkursach na inne kierownicze stanowiska w służbie zdrowia;
- opiniowanie projektów ustaw dotyczących ochrony zdrowia i przepisów dotyczących wykonywania zawodu lekarza bądź występowanie o ich wydanie;
- opiniowanie i wnioskowanie w sprawach kształcenia przed i podyplomowego lekarzy i w innych zawodach medycznych;
- prowadzenie badań dotyczących ochrony zdrowia i wykonywania zawodu lekarza;
- sprawowanie sądownictwa lekarskiego w zakresie odpowiedzialności zawodowej lekarzy oraz sądownictwa polubownego;
- występowanie w obronie interesów indywidualnych i zbiorowych członków samorządu lekarzy;
- współdziałanie z organami władzy i administracji państwowej, samorządu terytorialnego, organizacjami politycznymi, związkami zawodowymi oraz innymi organizacjami społecznymi w sprawach dotyczących ochrony zdrowia ludności i warunków wykonywania zawodu lekarza (na podstawie Ustawy o izbach lekarskich z dnia 17 maja 1989 roku)[4].

## Medale i odznaczenia
- Srebrne i Złote Odznaczenie Zasłużony dla Lekarzy Pro Medico;
- Wyróżnienie Wawrzyn Lekarski;
- Medal za Wybitne Osiągnięcia Pozamedyczne;
- Medal Śląskiej Izby Lekarskiej[5].